# 雅克·阿梅尔
雅克·阿梅尔（法語：Jacques Hamel，法語發音：[ʒak amɛl]；1930年11月30日—2016年10月4日）是一位法国天主教神父，曾在圣艾蒂安迪鲁夫赖工作。2016年7月26日，阿梅尔神父正在教堂做弥撒时，被两名宣誓效忠伊斯兰国的穆斯林男子杀害。
基督徒，包括教宗方济各、非基督徒和新闻界都称他为殉道者。在他死后不久，封圣的呼声就开始了。2017年4月，教宗方济各放弃了强制性的五年等待期，教区级的封圣调查于2017年4月正式开始。